# Dominic Lobalu
Dominic Lokinyomo Lobalu (Chukudum, 16 agosto 1998) è un mezzofondista sudsudanese naturalizzato svizzero.

## Record nazionali
Seniores - Sud Sudan
- 1500 metri piani: 3'35"22 ( Bellinzona, 4 settembre 2023)
- 2000 metri piani: 5'12"20 ( Berna, 24 luglio 2022)
- 3000 metri piani: 7'29"48 ( Stoccolma, 30 giugno 2022)
- 3000 metri piani indoor: 7'50"59 ( San Gallo, 19 febbraio 2023)
- 5000 metri piani: 12'52"15 ( Bruxelles, 2 settembre 2022)
- 10000 metri piani: 27'58"79 ( Uster, 10 giugno 2022)
- 5km: 13'24" ( Monaco, 12 febbraio 2023)
- 10km: 27'09" ( Valencia, 15 gennaio 2023)
- Mezza Maratona: 59'12" ( Copenaghen, 18 settembre 2022)

Seniores - Svizzera
- 3000 metri piani: 7'27"68 ( Londra, 20 luglio 2024)
- 5000 metri piani: 12'50"90 ( Oslo, 30 maggio 2024)
- 5km: 13'12" ( Barcellona, 31 dicembre 2023)
- 10km: 26'54" ( Valencia, 12 gennaio 2025)

## Palmarès
| Anno                                     | Manifestazione  | Sede   | Evento        | Risultato | Prestazione | Note                          |
| ---------------------------------------- | --------------- | ------ | ------------- | --------- | ----------- | ----------------------------- |
| In rappresentanza degli Atleti Rifugiati |                 |        |               |           |             |                               |
| 2017                                     | Mondiali        | Londra | 1500 m piani  | Batteria  | 3'52"78     | Miglior prestazione personale |
| 2017                                     | World Relays    | Nassau | 4×800 m       | 7º        | 8'12"57     |                               |
| 2018                                     | Africani        | Asaba  | 5000 m piani  | 10º       | 14'07"22    |                               |
| 2024                                     | Giochi olimpici | Parigi | 5000 m piani  | 4º        | 13'15"27    |                               |
| In rappresentanza della Svizzera         |                 |        |               |           |             |                               |
| 2024                                     | Europei         | Roma   | 5000 m piani  | Bronzo    | 13'21"61    |                               |
| 2024                                     | Europei         | Roma   | 10000 m piani | Oro       | 28'00"32    |                               |

## Campionati nazionali
- 1 volta campione nazionale assoluto dei 10000 m piani (2024)
- 1 volta campione nazionale assoluto dei 1500 m piani (2024)
- 1 volta campione nazionale assoluto dei 3000 m piani indoor (2024)
- 1 volta campione nazionale assoluto dei 1500 m piani indoor (2025)

2024
- Oro ai campionati svizzeri assoluti indoor (San Gallo), 3000 m piani - 7'50"24
- Oro ai campionati svizzeri assoluti di lunghe distanze (Interlaken), 10000 m piani - 27'36"29
- Oro ai campionati svizzeri assoluti (Winterthur), 1500 m piani - 3'46"98

2025
- Oro ai campionati svizzeri assoluti indoor (San Gallo), 1500 m piani - 3'48"63

## Altre competizioni internazionali
2022
- 4º al Memorial Van Damme ( Bruxelles), 5000 m piani - 12'52"15
- Argento al Weltklasse Zürich ( Zurigo), 5 km - 13'00"
- Oro al Bauhaus-Galan ( Stoccolma), 3000 m piani - 7'29"48
- 5º all'Herculis ( Monaco), 3000 m piani - 7'31"54
- 5º alla Mezza maratona di Copenaghen ( Copenaghen) - 59'12"
- 6º alla Mezza maratona di Berlino ( Berlino) - 1h01'01"

2023
- 4º alla Mezza maratona di Berlino ( Berlino) - 1h00'17"
- 7º alla 10K Valencia Ibercaja ( Valencia) - 27'09"

2024
- Argento al Bauhaus-Galan ( Stoccolma), 3000 m piani - 7'33"68
- 5º alla 10K Valencia Ibercaja ( Valencia) - 27'13”
- Oro al London Athletics Meet 2024 ( Londra), 3000 m piani - 7'27"68

2025
- Argento ai Campionati europei a squadre di atletica leggera ( Madrid), 5000 m piani - 13'45"37
- 10º ai Bislett Games ( Oslo), 5000 m piani - 12'50"87
- 6º all'Herculis ( Monaco), 5000 m piani - 12'56"42
- Argento al Doha Diamond League ( Doha), 5000 m piani - 13'17"70